# Água Casada
Água Casada est une localité de Sao Tomé-et-Principe située au nord de l'île de Sao Tomé, dans le district de Lobata. C'est une ancienne roça.

## Climat
Água Casada est dotée d'un climat tropical de type As, selon la classification de Köppen. La moyenne annuelle de température est de 24,6 °C et celle des précipitations de 1 272 mm.

## Population
Lors du recensement de 2012, 190 habitants y ont été dénombrés. 

## Roça
Água Casada était une dépendance de la roça Boa Entrada.
De façon un peu inhabituelle, la casa principal (maison de maître) de cette roça-terreiro est orientée vers l'entrée et non vers l'espace central (terreiro).
Photographies et croquis réalisés en 2011 mettent en évidence la disposition des bâtiments, leurs dimensions et leur état à cette date.